# Bahnhof Attnang-Puchheim
Der Bahnhof Attnang-Puchheim liegt in Oberösterreich im Bezirk Vöcklabruck und ist die einzige Bahnstation auf dem Stadtgebiet von Attnang-Puchheim. Die Westbahn von Salzburg nach Wien kreuzt hier die Salzkammergutbahn von Stainach-Irdning nach Schärding; deren Teilstrecke Attnang-Schärding wird Hausruckbahn genannt. An dem Eisenbahnknotenpunkt halten neben den lokalen Regional- und Regionalexpresszügen auch Railjets, railjetxpress und Nachtzüge.

## Geschichte
Der Bahnhof Attnang-Puchheim wurde 1860 eröffnet. Mit Fertigstellung der Salzkammergutbahn 1877 wurde der Bahnhof zu einem wichtigen Verkehrsknotenpunkt, über den das Salz aus dem Salzkammergut problemlos zur Magistrale Westbahn transportiert werden konnte. Außerdem war der Bahnhof Endstation der ersten Kohlenbahn Österreichs.
Gegen Ende des Zweiten Weltkriegs wurden am 21. April 1945 bei einem schweren Bombenangriff auf Attnang-Puchheim die Bahnhofsgebäude und Gleisanlagen samt 67 dort abgestellter Lokomotiven und 560 Wagen vollständig zerstört. Am Bahnhof und auf dem unmittelbar nördlich davon gelegenen „Kreuzland“ kamen dabei mehrere hundert Menschen ums Leben. Bis heute ist die Suche nach Blindgängern in den unterirdischen Stadt- und Bahnhofsschächten noch nicht abgeschlossen.

### Heizhaus, Zugförderungsstelle, Bahnbetriebswerk

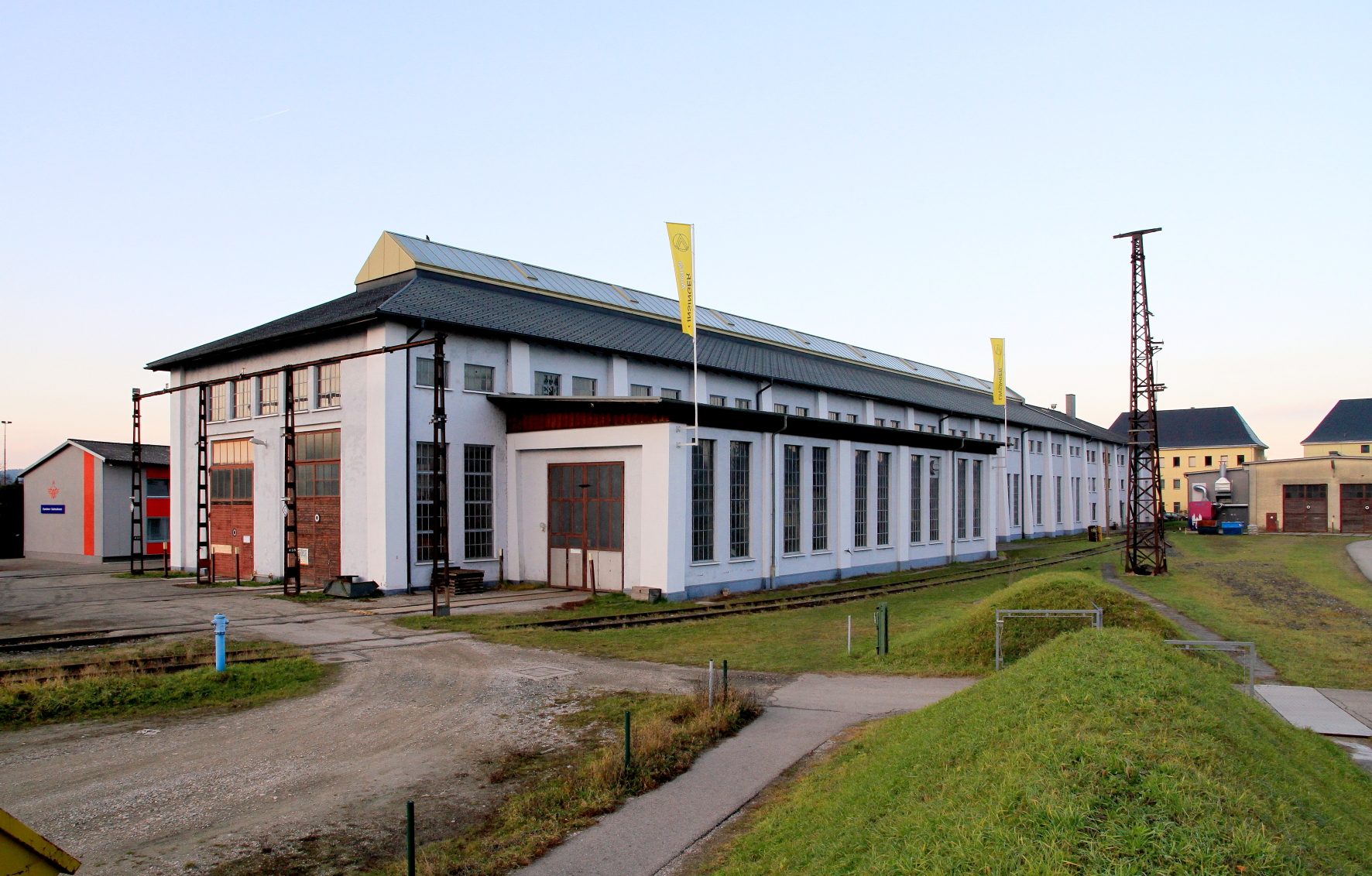
Die E-Lok-Halle des Bahnhofs steht unter Denkmalschutz

In den Jahren 1906 und 1907 entstand am nordwestlichen Bahnhofskopf in Seitenlage ein neues Heizhaus mit großem Ringlokschuppen und Drehscheibe. Nach der Fertigstellung wurden Fahrzeuge und Personal des vormaligen Heizhauses Ebensee nach Attnang-Puchheim verlegt. Im Zuge der Umstellung der Salzkammergutbahn auf elektrischen Betrieb im Jahr 1924 erhielt die Zugförderungsstelle Attnang-Puchheim Loks der Baureihe 1029, drei Jahre später kamen neu gelieferte Maschinen der Reihe 1170.1 hinzu. Mit dem Übergang an die deutsche Reichsbahn im Jahr 1938 wurde Attnang-Puchheim zum Bahnbetriebswerk. Zu den Aufgaben des Werkes zählten auch Lokomotiv- und Wagenausbesserungen, die Betreuung der Lokomotivbahnhöfe Ebensee, Stainach-Irdning, Bad Aussee, Schärding und Lambach sowie die Bereithaltung eines Hilfszuges mit Arzt-, Geräte- und Beleuchtungswagen. Im Jahr 1941 arbeiteten 450 Eisenbahner im Bahnbetriebswerk.

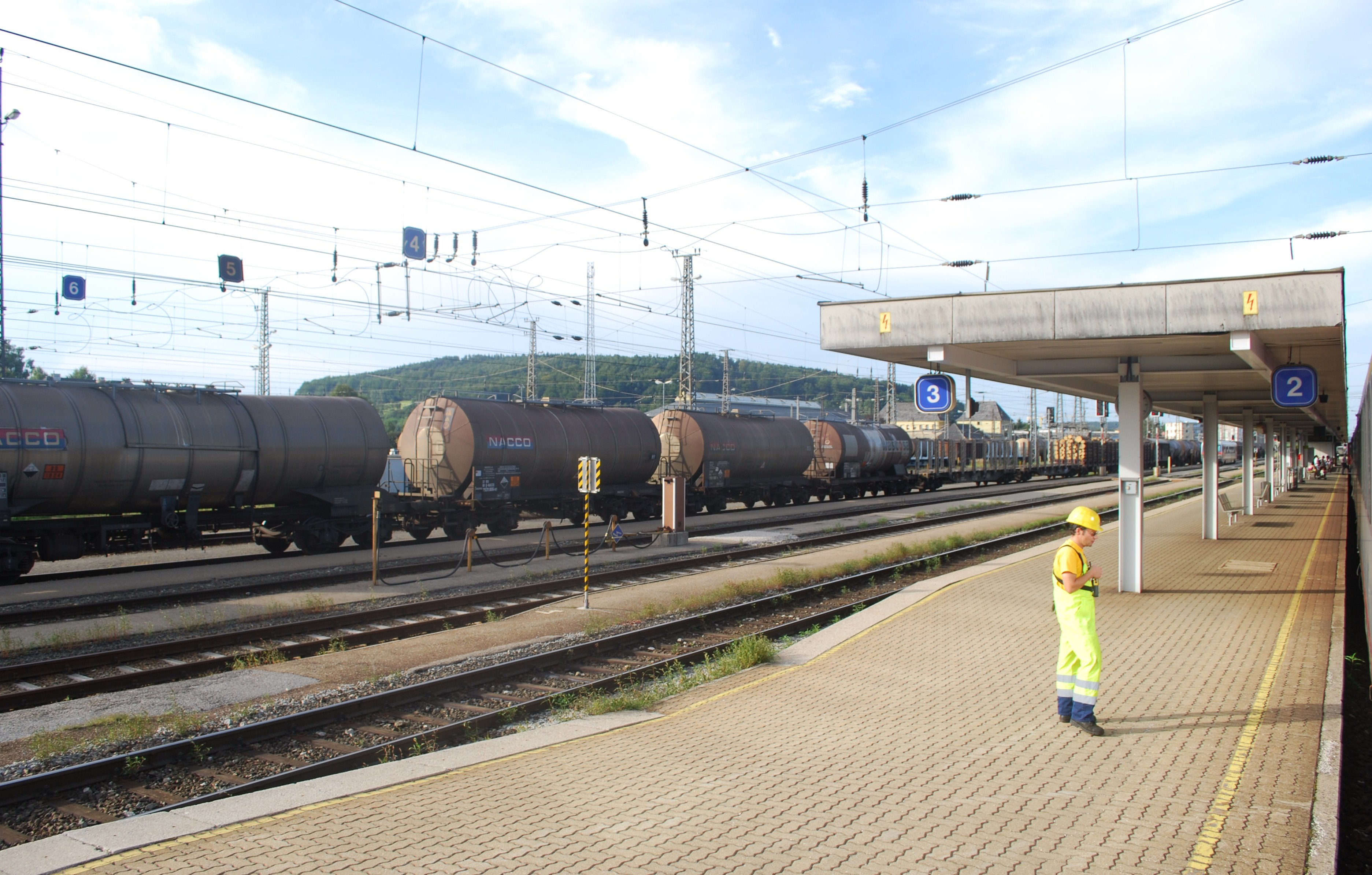
Bahnsteige 2 und 3 des Bahnhofes Attnang-Puchheim (August 2009)

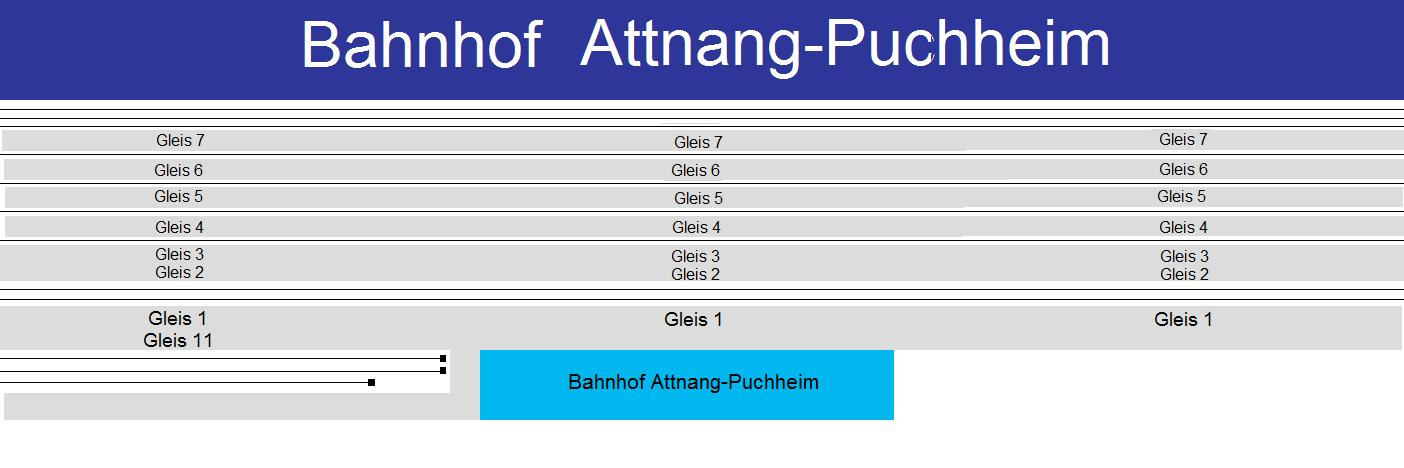
Gleisplan Attnang-Puchheim (vor dem Umbau)

Ende 1940 war die Elektrifizierung der Westbahn von Salzburg her bis Attnang-Puchheim abgeschlossen. Der Betrieb in diesem Bereich stellte keine besonderen Anforderungen an Leistung oder Geschwindigkeit, deshalb wurden in den folgenden Jahrzehnten häufig Fahrzeuge in Attnang-Puchheim beheimatet, die andernorts von moderneren Fahrzeugen verdrängt worden waren. Dazu gehörten zunächst die „Krokodile“ der Baureihe E 89, die nach der Lieferung neuer E 94 für die Arlberg- und Brennerstrecke überflüssig waren. Mit dem Übergang an die Österreichischen Bundesbahnen wurden die nunmehr als 1089 bzw. 1189 bezeichneten Maschinen in den gleichen Diensten eingesetzt. Von 1969 bis zur Ausmusterung des letzten Exemplars 1979 waren alle verbliebenen Loks dieser Baureihe in Attnang-Puchheim stationiert. Auch die Baureihen 1073 und 1041 waren in den letzten Einsatzjahren hier beheimatet.

### Weitere Dienststellen
Nach der Übernahme der BBÖ durch die Deutsche Reichsbahn änderte sich die Gliederung der Dienststellen. Attnang-Puchheim wurde Sitz eines Maschinenamtes, dem die Betriebswerke Attnang-Puchheim und Wels sowie die Fahrleitungsmeistereien Attnang, Bad Aussee, Ebensee und Steeg-Gosau unterstellt waren.
Nach der Gründung der ÖBB wurde die Dienststellenorganisation abermals geändert; die Zugförderungsleitung Attnang-Puchheim übernahm die Aufgaben des vormaligen Maschinenamtes. Mit der Fortsetzung der Elektrifizierung Richtung Linz im Jahr 1949 nahm die ÖBB ein neues Umspannwerk in Betrieb. Heute ist Attnang-Puchheim Sitz einer Elektrobetriebsleitung der ÖBB.

### Neubau
Im Jahr 1997 stellte das Verkehrsministerium die Mittel für die Planung verschiedener Infrastrukturprojekte bereit. Für Attnang-Puchheim waren neben dem Bahnhofsumbau ein Zentralstellwerk, die Umgestaltung der Leitstelle Mitte und bauliche Maßnahmen in der Elektrobetriebsstelle vorgesehen.
Da die aus der Nachkriegszeit stammende Infrastruktur des Bahnhofs Attnang-Puchheim veraltet war, wurden ab 2008 seitens der ÖBB und des Gemeinderats Attnang-Puchheim umfangreiche Um- und Neubaumaßnahmen konzipiert. Durchgeführt wurden der Abriss des alten Empfangsgebäudes, der Bau einer neuen Bahnhofshalle und eines neuen Zugangstunnels vom Rennerplatz, die Erweiterung des bestehenden Personentunnels, neue Bahnsteigzugänge mit Aufzügen und Rolltreppen, die Sanierung der Bahnsteige sowie ein neues Busterminal. Die Bauarbeiten begannen im September 2010. Im Jänner 2011 wurde das oberirdische Bahnhofsgebäude abgebrochen.

## Bahnhof

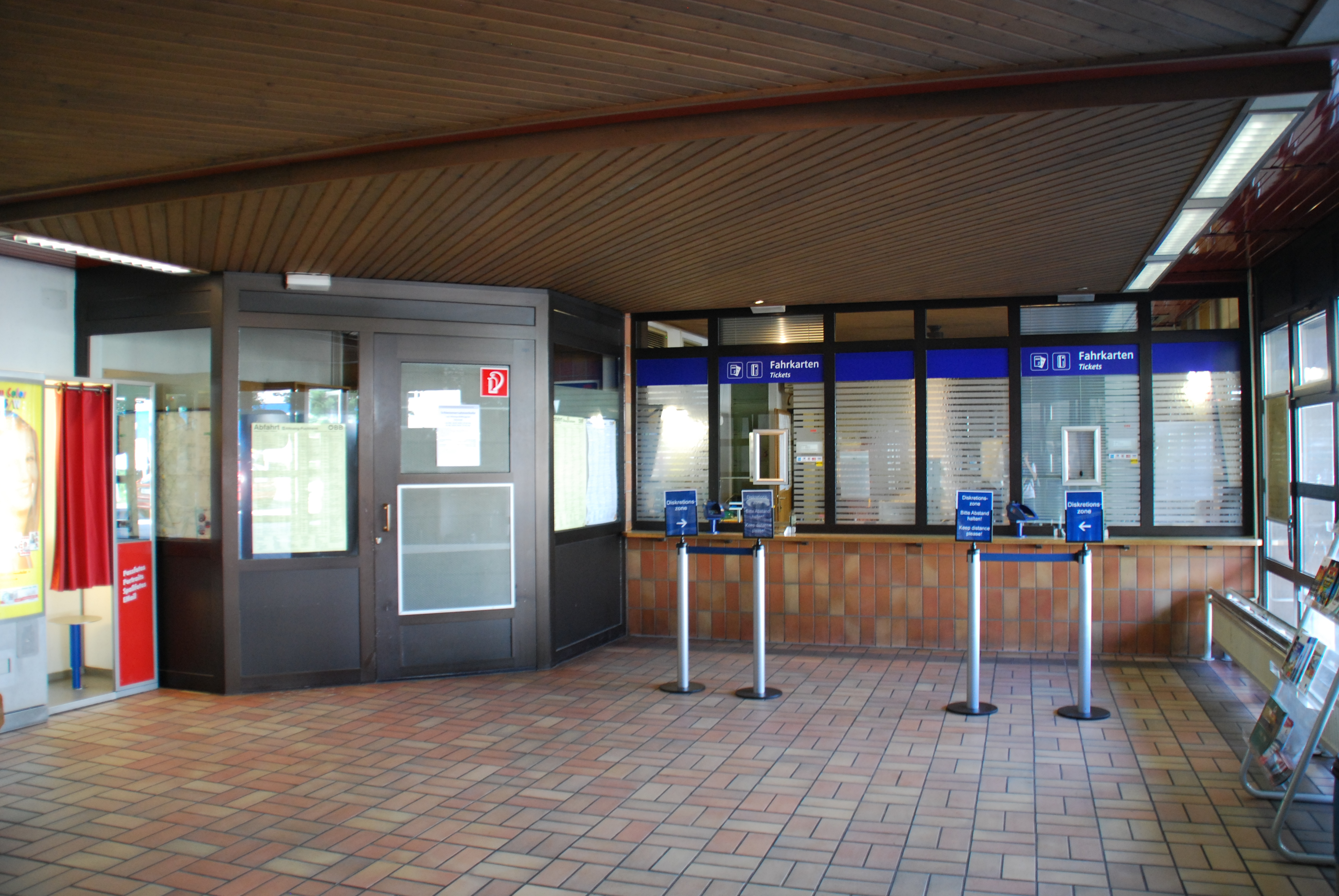
Wartehalle (Jänner 2011)

Ein wichtiger Zugang zum Bahnhof erfolgt vom Dr.-Karl-Renner-Platz. Dort befindet sich auch das Busterminal, welches die Drehscheibe für zahlreiche Regionalbusse darstellt. Der Haupteingang des Bahnhofs liegt jedoch auf der Bahnhofsstraße (B1), wo sich vor dem Aufnahmegebäude die Taxistandplätze und Kurzzeitparkplätze befinden. Letzers kann noch der Zugang von der Salzburger Straße (Alt-Attnang) erfolgen.
Im Aufnahmegebäude befinden sich im Erdgeschoß ein Warteraum und die Zugänge zum Bahnsteig 1. Im Untergeschoß findet man das ÖBB Reisezentrum, Fahrkartenautomaten, Schließfächer, Toiletten, einen Bankautomaten und einen Backshop. Die Technik ist im Obergeschoß untergebracht.

## Verbindungen

### Fernverkehr
| Linie                                  | Strecke | Takt (min)            | Anmerkung                                                                                  |
| -------------------------------------- | --- | --------------------- | ------------------------------------------------------------------------------------------ |
| Österreichische Bundesbahnen · Railjet | (Flughafen Wien -) Wien Hbf. - Wien Meidling - Tullnerfeld - St.Pölten Hbf. - Amstetten - St.Valentin - Linz Hbf. - Wels Hbf. - Attnang-Puchheim - Vöcklabruck - Neumarkt-Köstendorf - Salzburg Hbf. | 60 Min.               | täglich werden ab Salzburg ein Railjet nach Bregenz und zwei nach Klagenfurt weitergeführt |
| WESTbahn                               | Salzburg Hbf. - Attnang-Puchheim - Wels Hbf. - Linz Hbf. - Amstetten - St.Pölten Hbf. - Wien Hütteldorf - Wien Westbahnhof | 60 Min.               |                                                                                            |
| D Salzkammergut                        | Wien Westbahnhof – Wien Hütteldorf – St. Pölten Hbf – Linz Hbf. – Attnang-Puchheim – Gmunden – Altmünster – Ebensee Landungsplatz – Bad Ischl – Bad Goisern – Steeg-Gosau – Hallstatt – Obertraun Dachsteinhöhlen – Bad Aussee – Kainisch – Bad Mitterndorf-Heilbrunn – Bad Mitterndorf – Tauplitz – Stainach-Irdning | ein Zugpaar (täglich) |                                                                                            |

### Nahverkehr
| Linie                                                      | Strecke | Takt (min)  | Anmerkung                                        |
| ---------------------------------------------------------- | --- | ----------- | ------------------------------------------------ |
| Österreichische Bundesbahnen · Regional-Express#Österreich | (Linz Hbf. – Marchtrenk – Wels Hbf. – Gunskirchen – Lambach – Lambach Markt – Schwanenstadt –) Attnang-Puchheim – Wankham – Pinsdorf – Gmunden – Altmünster/Traunsee – Traunkirchen – Ebensee Landungsplatz – Ebensee – Bad Ischl – Bad Goisern – Steeg-Gosau – Hallstatt – Obertraun Dachsteinhöhlen – Bad Aussee – Kainisch – Bad Mitterndorf-Heilbrunn – Bad Mitterndorf – Tauplitz – Pürgg – Stainach-Irdning                                            | 120 Min.    | morgens und abends abweichender Takt             |
| R                                                          | (Linz Hbf. – Marchtrenk – Wels Hbf. – Gunskirchen – Lambach – Lambach Markt – Schwanenstadt –) Attnang-Puchheim – Wankham – Aurachkirchen – Pinsdorf – Gmunden – Altmünster/Traunsee – Traunkirchen – Traunkirchen Ort – Ebensee Landungsplatz – Ebensee – Steinkogel – Lahnstein/Traun – Langwies/Traun – Mitterweißenbach – Bad Ischl – Lauffen – Bad Goisern Jodschwefelbad – Bad Goisern – Steeg-Gosau – Obersee – Hallstatt – Obertraun Dachsteinhöhlen | 120 Min.    | morgens und abends abweichender Takt             |
| R                                                          | Attnang-Puchheim - (...) - Ried im Innkreis - St. Martin im Innkreis - Suben - Schärding | 60–120 Min. |                                                  |
| R                                                          | Linz Hbf. - (...) - Wels Hbf. - Attnang-Puchheim - Vöcklabruck - Straßwalchen - Seekirchen/Wallersee - Salzburg Hbf. - Salzburg Mülln-Altstadt - Freilassing | 60 Min.     | morgens Taktverdichtungen nach Linz und Salzburg |

### Nachtverbindungen
| Linie        | Strecke | Takt (min)            | Anmerkung              |
| ------------ | --- | --------------------- | ---------------------- |
| ÖBB Nightjet | Wien Hbf. - Wien Meidling - St.Pölten Hbf. - Amstetten - Linz Hbf. - Wels Hbf. - Attnang-Puchheim - Salzburg Hbf. - Zürich/Venedig                                                                         | ein Zugpaar pro Nacht | Zugteilung in Salzburg |
| ÖBB Nightjet | Wien Hbf. - Wien Meidling - Tullnerfeld - St.Pölten Hbf. - Amstetten - St.Valentin - Linz Hbf. - Wels Hbf. - Attnang-Puchheim - Vöcklabruck - Salzburg Hbf. - Innsbruck Hbf. - (...) - Feldkirch - Bregenz | ein Zugpaar pro Nacht |                        |

## Bahnsteige
Am Bahnhof Attnang-Puchheim gibt es fünf neu errichtete Bahnsteige. Davon gibt es einen Hausbahnsteig (Bahnsteig 1) und zwei Mittelbahnsteige (Bahnsteiggleise 2 und 3 sowie 4 und 5). Der vor dem Neubau des Bahnhofs noch im Betrieb gewesene Kopfbahnsteig 21 wurde im Zuge der Umbauarbeiten aufgelöst.

## Busterminal
Der Busbahnhof vor dem Haupteingang bildet eine zentrale Drehscheibe für regionale Buslinien. Folgende Linien halten dort: (Fahrplan 2018)
- 1: Attnang-Puchheim - Redlham - Zeislau - Attnang-Puchheim - Regau - Schalchham - Vöcklabruck
- 506: Attnang-Puchheim - Redlham - Schwanenstadt - Oberharrern (- Breitenschützing) - Niederharrern - Oberschwaig - Lambach - Edt b. Lambach - Gunskirchen - Wels
- 509: Attnang-Puchheim - Regau - Rutzenmoos - Pinsdorf - Gmunden - Altmünster - Traunkirchen - Ebensee - Roith b. Ebensee - Steinkogel - Lahnstein/Traun - Langwies - Mitterweißenbach - Roith b. Bad Ischl - Bad Ischl
- 526: Vöcklabruck - Attnang-Puchheim - Aham b. Attnang - Deutenham - Desselbrunn - Viecht/Traun - Ehrenfeld - Steyrermühl - Laakirchen - Oberweis
- 561: Attnang-Puchheim - Vöcklabruck - Oberthalheim - Timelkam - Pichlwang b. Lenzing - Lenzing - Siebenmühlen-Rosenau - Kammer-Schörfling (- Schörfling/Attersee) - Seewalchen/Attersee - Litzlberg - Buchberg/Attersee - Unterbuchberg - Attersee - Aufham - Altenberg/Attersee - Nußdorf/Attersee - Zell - Parschallen - Aich/Attersee - Stockwinkl - Misling - Unterach/Attersee
- 576: Kaufing - Rüstorf - Schwanenstadt (- Hainprechting - Erlau -) Redlham - Attnang-Puchheim ( - Wankham - Regau - Schalchham - ) Vöcklabruck - Oberthalheim - Pichlwang b. Lenzing - Lenzing